# 阿泽维尔
阿泽维尔（法語：Azeville）是法国芒什省的一个市镇，属于谢尔布尔区（Cherbourg）蒙特布尔县（Montebourg）。该市镇总面积3平方公里，2009年时的人口为77人。

## 人口
阿泽维尔人口变化图示